# Tibor Del Grosso
Tibor Del Grosso, né le 27 juillet 2003, est un coureur cycliste néerlandais. Spécialiste du cyclo-cross, il pratique également le cyclisme sur route et le VTT.
Il est notamment champion du monde de cyclo-cross en relais mixte en 2023 et champion du monde de cyclo-cross espoirs en 2024 et 2025.

## Biographie
Chez les juniors (17/18 ans), Tibor Del Grosso obtient des résultats au niveau international, tant sur route qu'en cyclo-cross. En 2020, il devient champion des Pays-Bas de cyclo-cross juniors. En 2021, il se tourne  davantage vers la route et remporte les titres nationaux sur la course en ligne et le contre-la-montre individuel. Il remporte le classement général sur la Ronde des Vallées, ainsi qu'une étape du SPIE Internationale Juniorendriedaagse. Lorsqu'il rejoint la catégorie espoirs (moins de 23 ans) pour la saison 2022, il signe avec l'équipe continentale Metec-Solarwatt p/b Mantel, avec qui, il décroche de nombreuses places dans le top 10 lors de sa première saison. Actif également en VTT, il devient champion des Pays-Bas de cross-country espoirs en 2022. En cyclo-cross, il se concentre sur les grandes courses, la coupe du monde et les championnats. Il fait sa percée lors de la saison 2022-2023, il est champion des Pays-Bas de cyclo-cross espoirs et termine deuxième du général de la Coupe du monde espoirs, après avoir remporté sa première course à Besançon. En fin de saison, lors des mondiaux à domicile, il devient vice-champion du monde espoirs et champion du monde avec le relais mixte néerlandais.
À la fin de la saison 2023, Del Grosso rejoint l'équipe Alpecin-Deceuninck Development. Au cours de la saison de cyclo-cross 2023-2024, il remporte quatre manches et le général de la coupe du monde espoirs et devient champion du monde de cyclo-cross espoirs devant les Belges Emiel Verstrynge et Jente Michels,.
Il conserve son titre de champion du monde espoirs l'année suivante à Liévin, devant Kay De Bruyckere et à nouveau Jente Michels.

## Palmarès en cyclo-cross
- 2019-2020
  -  Champion des Pays-Bas de cyclo-cross juniors
  - Trophée des AP Assurances juniors #5, Azencross
  - Kiremko Nacht van Woerden juniors
  - 5e du championnat du monde de cyclo-cross juniors
  - 6e du Superprestige juniors
  - 7e de la Coupe du monde juniors
- 2022-2023
  -  Champion du monde de cyclo-cross en relais mixte
  -  Champion des Pays-Bas de cyclo-cross espoirs
  - Coupe du monde espoirs #5, Besançon
  -  Médaillé d'argent du championnat du monde de cyclo-cross espoirs
  - 2e de la Coupe du monde espoirs
  - 6e du championnat d'Europe de cyclo-cross espoirs
- 2023-2024
  -  Champion du monde de cyclo-cross espoirs
  -  Champion des Pays-Bas de cyclo-cross espoirs
  - Classement général de la Coupe du monde espoirs
    - Coupe du monde espoirs #1, Troyes Cyclocross UCI
    - Coupe du monde espoirs #2, Dublin
    - Coupe du monde espoirs #4, Scheldecross
    - Coupe du monde espoirs #6, Grand Prix Adrie van der Poel
- 2024-2025
  -  Champion du monde de cyclo-cross espoirs
  -  Champion des Pays-Bas de cyclo-cross
  - Classement général de la Coupe du monde espoirs
    - Coupe du monde espoirs #2, Hulst (Vestingcross)
    - Coupe du monde espoirs #3, Zonhoven (Cyclo-cross de Zonhoven)
    - Coupe du monde espoirs #4, Besançon
    - Coupe du monde espoirs #5, Benidorm (Cyclo-cross de Benidorm)
    - Coupe du monde espoirs #, Hoogerheide (Grand Prix Adrie van der Poel)

## Palmarès sur route

### Par années
- 2020
  - 2e du championnat des Pays-Bas du contre-la-montre juniors
- 2021
  -  Champion des Pays-Bas sur route juniors
  -  Champion des Pays-Bas du contre-la-montre juniors
  - Ronde des Vallées :
    - Classement général
    - 1re étape

  - 3e étape du SPIE Internationale Juniorendriedaagse
- 2023
  - 2e du Flanders Tomorrow Tour
- 2024
  - Gran Premio New York City
  - Prologue du Tour de Haute-Autriche
  - 2e de la BW Classic
  - 7e du championnat d'Europe sur route espoirs
  - 8e du championnat du monde sur route espoirs
- 2025
  - 2e étape du Tour de Turquie
  - 3e d'À travers le Hageland
  - 6e d'À travers les Flandres

### Classements mondiaux
| Année                                 | 2022  | 2023  | 2024 |
| ------------------------------------- | ----- | ----- | ---- |
| Classement mondial                    | 2473e | 1299e | 321e |
| UCI Europe Tour                       | 1511e | nc    | nc   |
|                                       |       |       |      |
| Légende : nc = non classéSource : UCI |       |       |      |

## Palmarès en VTT
- 2020
  - 3e du championnat des Pays-Bas de cross-country juniors
- 2022
  -  Champion des Pays-Bas de cross-country espoirs

## Distinctions
- Cycliste espoirs néerlandais de l'année : 2024